# Staré Hory

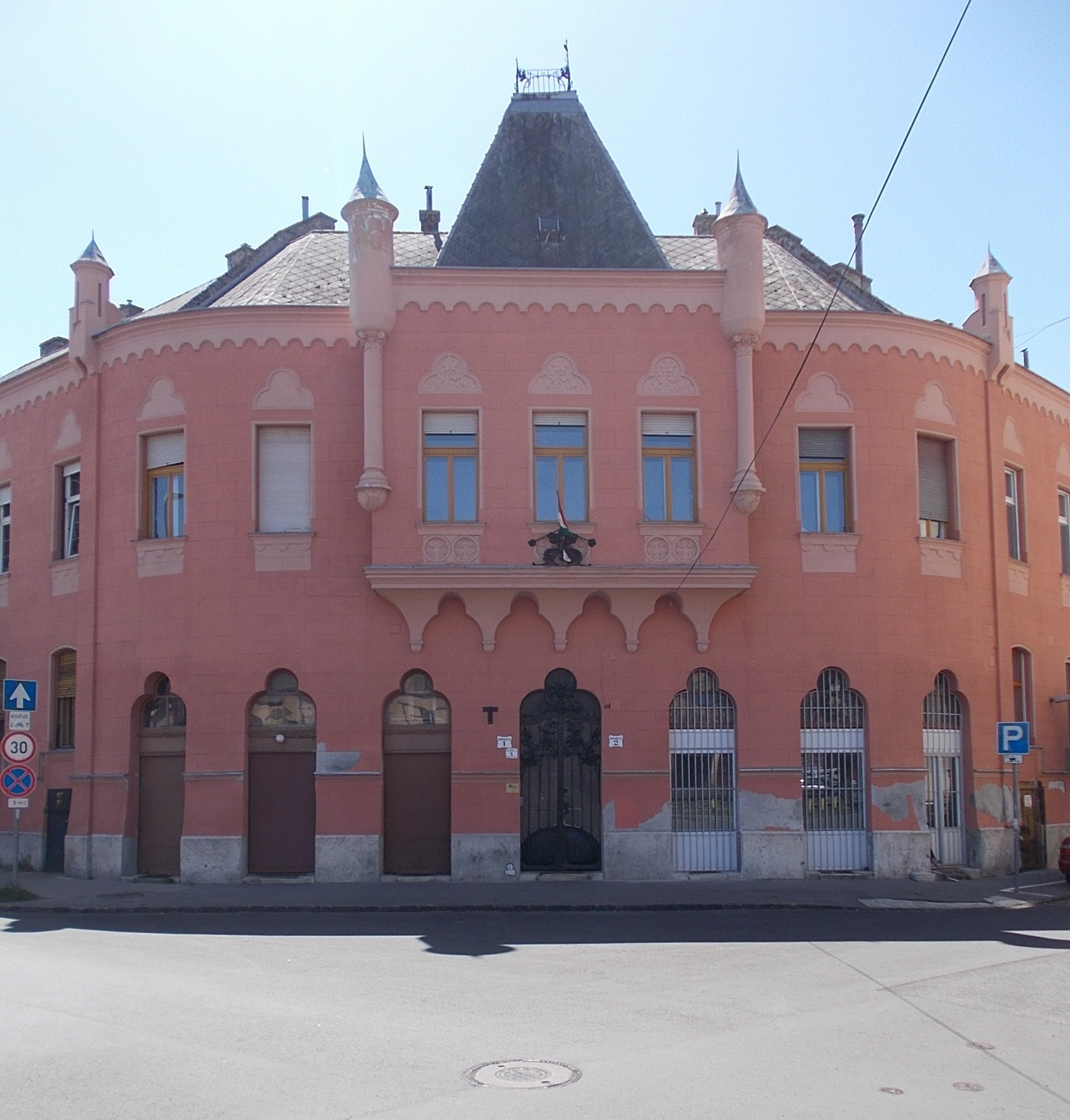
Óhegy, Gergely utca 1

Staré Hory (allemand : Altgebirg) , est un village de Slovaquie situé dans la région de Banská Bystrica.

## Histoire
Première mention écrite du village en 1536.

## Démographie

### Évolution de la population
| Année:               | 1994. | 2004.   | 2014.    | 2024.   |
| -------------------- | ----- | ------- | -------- | ------- |
| Nombre de personnes: | 438   | 469     | 554      | 582     |
| Différence:          |       | +7,07 % | +18,12 % | +5,05 % |

| Année:               | 2023. | 2024.   |
| -------------------- | ----- | ------- |
| Nombre de personnes: | 572   | 582     |
| Différence:          |       | +1,74 % |